# Pórcia (gente)

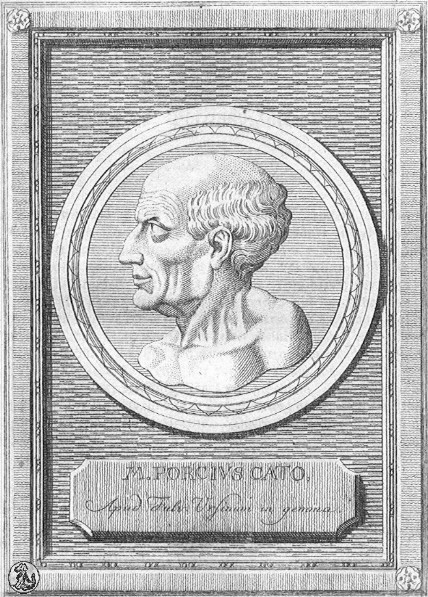
Catão, o Velho, o mais famoso membro da gente Pórcia.

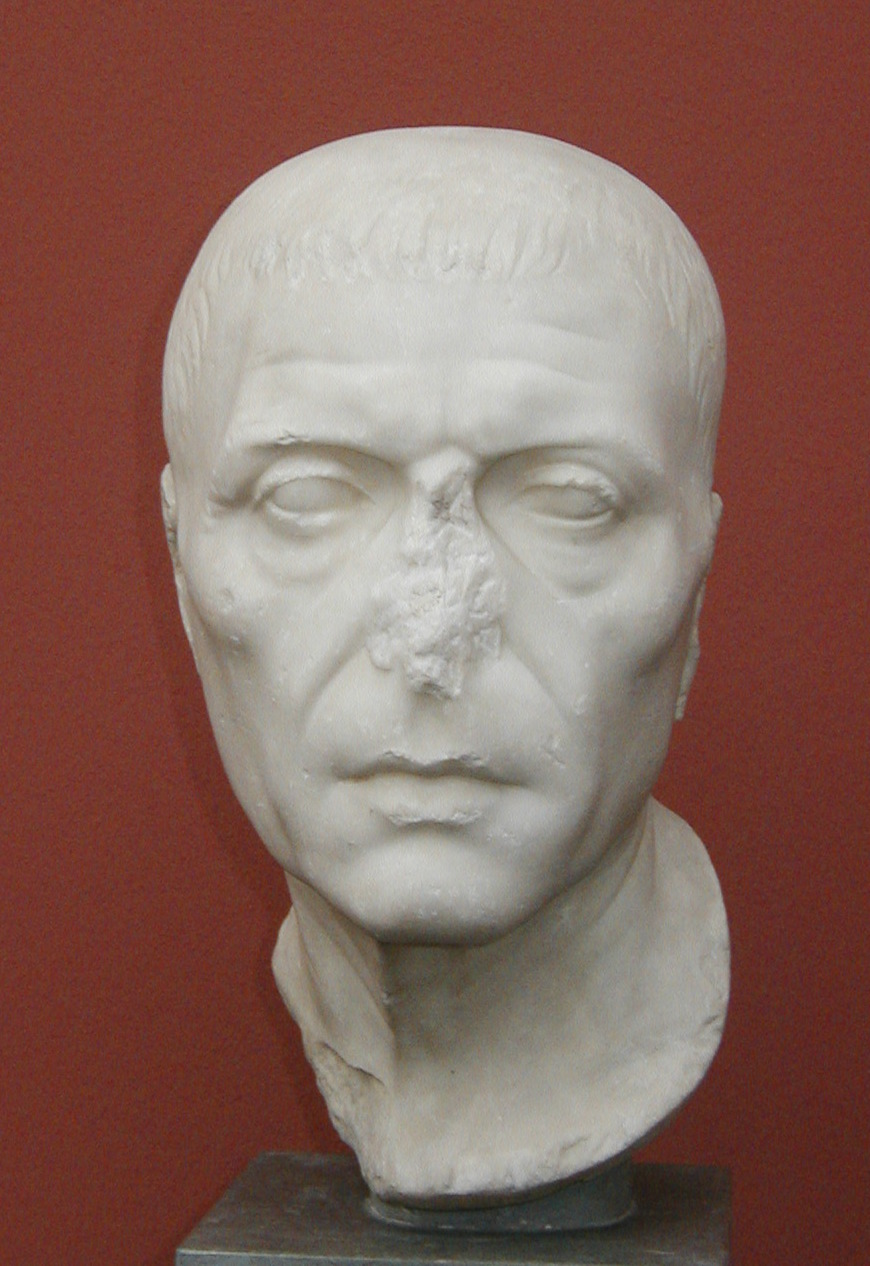
Catão, o Jovem, neto do anterior, grande adversário de Júlio César.

A gente Pórcia (em latim: Porcius; pl. Porcii) era uma gente da Roma Antiga, aparentemente originária de Túsculo.

## Ramos e cognomes
No período republicano, os três ramos principais da gente se diferenciavam pelos cognomes (em latim: cognomina) Leca (em latim: Laeca), Licino (em latim: Licinus) e Catão (em latim: Cato). Os mais ilustres eram os Catões, especialmente os dois membros mais conhecidos atualmente, Catão, o Velho, e Catão Uticense.
Durante o período imperial, os cognomes Festo (em latim: Festus), Lastrão (em latim: Lastro) e Sétimo (em latim: Septimus) também apareceram como ramos dos Pórcios.

## Pórcios republicanos

### Catões
- Marco Pórcio Catão, conhecido como "Catão, o Velho", estadista e o primeiro de sua gente a chegar ao consulado (195 a.C.). Propôs a Lex Porcia II.
- Marco Pórcio Catão Liciniano, filho de Catão, o Velho, com sua primeira esposa, Licínia; soldado e jurista.
- Marco Pórcio Catão Saloniano, filha de Catão, o Velho, com sua segunda esposa, Salônia; foi pretor.
- Marco Pórcio Catão, filho de Catão Liciniano, cônsul em 118 a.C., morreu na África no mesmo ano.
- Caio Pórcio Catão, filho de Catão Liciniano, pai de Catão, o Jovem, e cônsul em 114 a.C..
- Marco Pórcio Catão Saloniano, o Jovem, filho de Catão Saloniano, tribuno da plebe, morreu quando era candidato a pretor.
- Lúcio Pórcio Catão, filho Catão Saloniano, cônsul em 89 a.C.. Morto durante a Guerra Social (91-88 a.C.).
- Marco Pórcio Catão Uticense, conhecido como "Catão, o Jovem", político e estadista, neto de Catão, o Velho.
- Pórcia, irmã de Catão, o Jovem, casou-se com Lúcio Domício Enobarbo, cônsul em 54 a.C..
- Marco Pórcio Catão, filho de Catão, o Jovem; aliado de Bruto e Cássio e um dos assassinos de Júlio César.
- Pórcia, filha de Catão, o Jovem, casada com Bruto. Suicidou-se em 42 a.C..
- Pórcia, outra filha de Catão, o Jovem, de existência incerta.
- Um filho de nome desconhecido enviado ao seu amigo Munácio quando Catão fugiu com Pompeu (cf. o relato de Plutarco).

### Lecas
- Públio Pórcio Leca (I), tribuno da plebe e proponente da Lex Porcia I em 199 a.C., triúnviro epulão em 196 a.C..
- Marco Pórcio Leca, triúnviro monetalis em 125 a.C..
- Públio Pórcio Leca (II), triúnviro monetalis em 110-109 a.C., aparentemente foi tribuno da plebe na década de 90 a.C..

### Licinos
- Lúcio Pórcio Licino, cônsul em 184 a.C.. Proponente da Lex Porcia III.
- Pórcio Licino, um escritor associado a Valério Édito. Apenas um epigrama e dois fragmentos de um verso em septenário trocaico sobreviveram de seu corpus.[2]

## Pórcios no Império Romano
- Marco Pórcio Latro, celebrado retórica durante o reinado de Augusto, morreu em 4 a.C..
- Pórcio Festo, um governador romano da Judeia entre 58 e 62.